# ALCO RS-11
A ALCO RS-11 é uma locomotiva diesel-elétrica no padrão Road Switcher (Comutadora de Via) com 1,800 Hp (1,3 MW) que possui dois eixos por truque, na configuração B-B de arranjo de rodeiros.

## Desenvolvimento
As primeiras RS-11 foram produzidas pela ALCO no inicio de 1956. Esta locomotiva classificada pela ALCO como modelo DL-701, era a substituta da locomotiva RS-3. Com um motor diesel V12, de 1,800 Hp (1,3 MW) 251B, a RS-11 foi a resposta da ALCO frente a locomotiva GP9 da Electro-Motive Diesel ou simplesmente EMD da General Motors. O motor turbocharger da RS-11 acelerava rápido, tendo alta força de tração, reduzindo assim o uso de combustível. Foi muito versátil usada tanto para o transporte de cargas como também o de passageiros.

## Compradores originais
O maior comprador das RS-11 foi a ferrovia Norfolk and Western Railway (N&W), que adquiriu um total de 99 unidades (35 adicionais após a fusão com a Nickel Plate Road (NKP).). Outros grandes compradores da RS-11 foram as ferrovias Northern Pacific Railway (NP), Pennsylvania Railroad (PRR) e Southern Pacific Railroad (SP). Com aproximadamente 426 unidades produzidas para os Estados Unidos da América e México, em 8 anos de produção, a RS-11 foi a Road Switcher mais bem sucedida da ALCO e promoveu uma grande competição com as road switchers da EMD. Algumas unidades de RS-11 ainda se encontram em serviço em linhas curtas das ferrovias estadunidenses.